# Ostřetice
Obec Ostřetice (německy Ostretitz, též Wostřetitz) se nachází v okrese Klatovy, kraj Plzeňský. Žije zde 72 obyvatel.

## Historie
První písemná zmínka o obci uváděná v „Berním rejstříku kraje Plzeňského“ pochází z roku 1379. Ve středověku byly Ostřetice šosovní obcí města Klatovy. Podle Vančurových dějin Klatovska je roku 1536 uváděna ve spojitosti s Ostřeticemi platba městu Klatovy za dědičný nájem hospodářských usedlostí rodinami Vacovských (potomků rodu pánů z Vacova) a Hodaňů. V 16. století byly v obci vybudovány čtyři kamenné věžové sýpky. Roku 1654 zahrnovala obec 11 zemědělských usedlostí.

## Pamětihodnosti
- Kaple a boží muka na návsi v Makalovech
- Mohylník Husín, archeologické naleziště
- Kaple

## Části obce
- Ostřetice
- Makalovy

Do roku 1869 k obci patřily i Slavošovice.

## Galerie

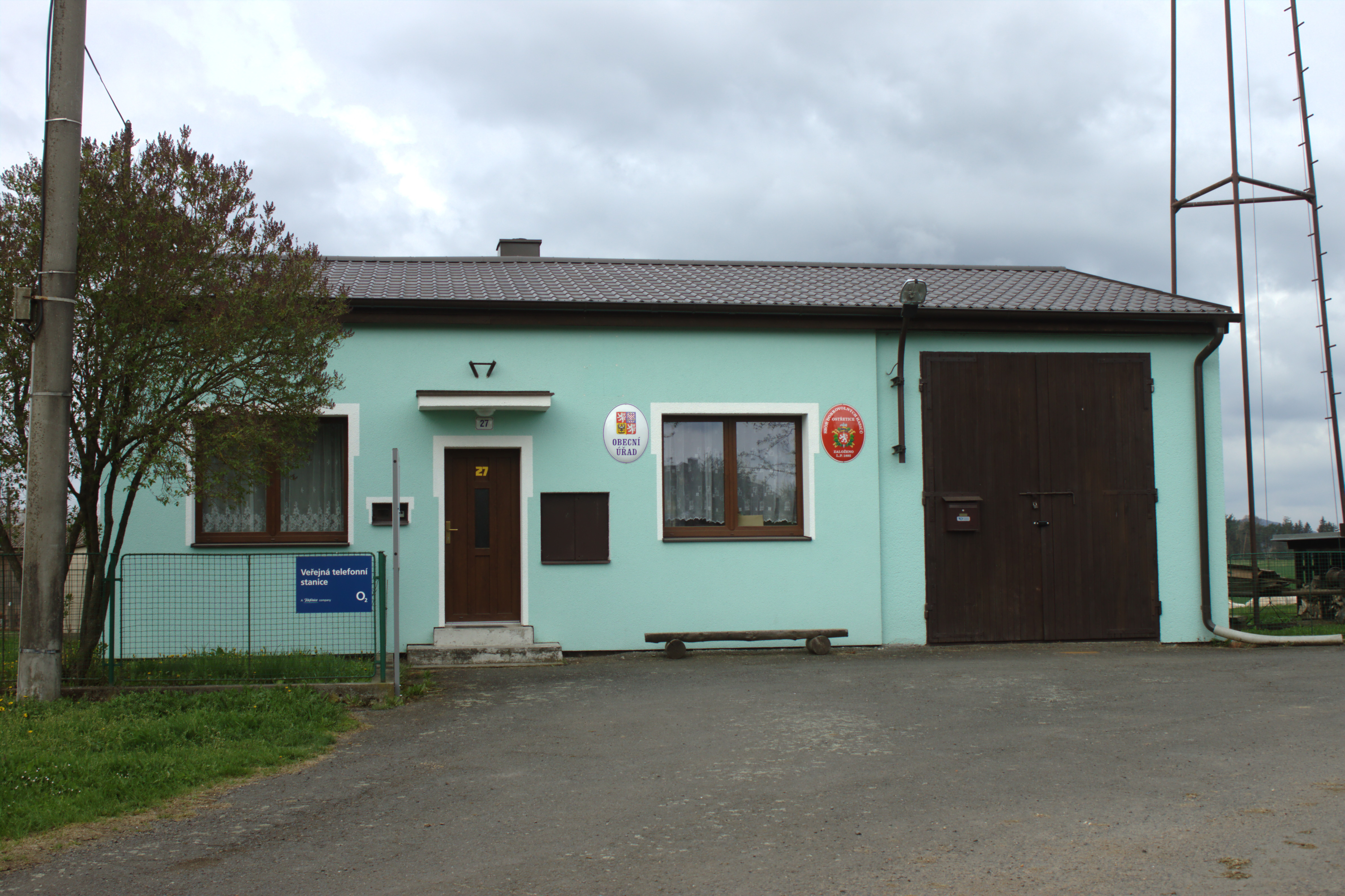
Obecní úřad
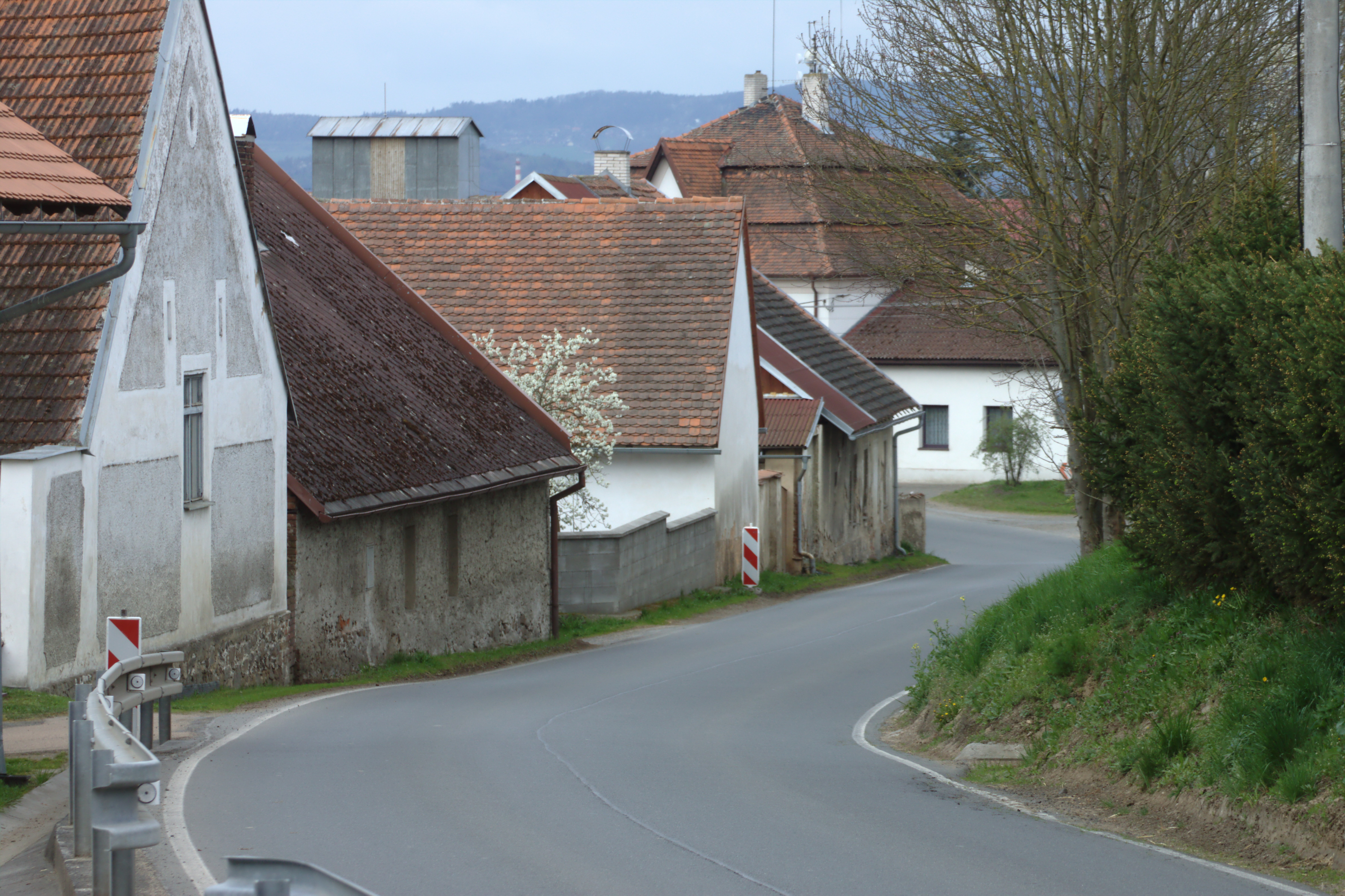
Hlavní silnice
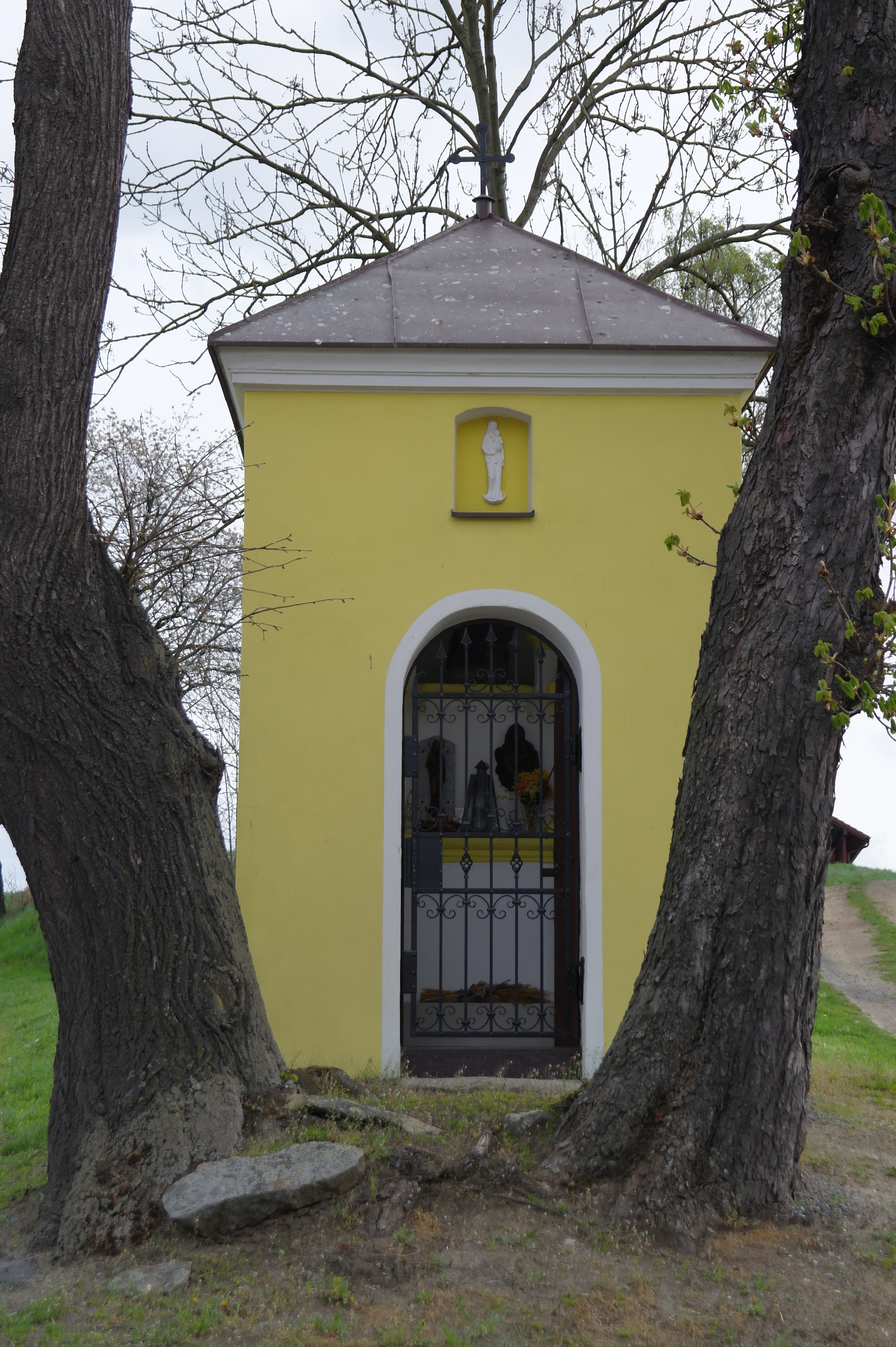
Kaple